# John Corrie
John Corrie (n. 29 iulie 1935, Scoția, Regatul Unit) este un om politic britanic, membru al Parlamentului European în perioadele 1973-1979, 1994-1999 și 1999-2004 din partea Regatului Unit.
1. 1 2  Deputații în Parlamentul European
2. ↑   http://www.assembly.coe.int/nw/xml/AssemblyList/MP-Details-EN.asp?MemberID=2359 Lipsește sau este vid: |title= (ajutor)
3. 1 2 3 4  Hansard 1803–2005